# Alexander Zhukov (uomo d'affari)
Alexander Zhukov, nato Rabkin (in russo Александр Борисович Жуков?, Aleksandr Borisovič Žukov; Mosca, 13 giugno 1954), è un imprenditore inglese di origine russa. È il fondatore e principale proprietario del gruppo di investimento internazionale Interfinance, che investe in infrastrutture portuali e di trasporto, industria alimentare e immobiliare, nonché impegnato in investimenti di portafoglio. Le attività del gruppo includono terminal portuali di trasbordo (zolfo, fertilizzanti minerali e altri carichi alla rinfusa, veicoli) in Russia e Ucraina, il gruppo di società Iceberry, produttore e distributore russo di gelati, progetti di sviluppo in Russia e Ucraina, attività di costruzione di strade e attività assicurative in Ucraina.
Zhukov, ex oligarca che faceva parte della "vecchia aristocrazia comunista", risiede a Londra dal 1993. Nel 2001 è diventato cittadino britannico.

## Biografia
Žukov è nato nel 1954 a Mosca. Suo padre, Shajaborg (Boris) Rabkin, era un drammaturgo e scrittore, e sua madre, Inessa Rabkina, montatrice presso lo studio cinematografico di Mosca. Aleksandr Žukov è imparentato con Georgij Žukov , il maresciallo che guidò l'Armata Rossa nella seconda guerra mondiale. Zhukov ha donato molti soldi alla Chiesa ortodossa russa e restaurato chiese.
Dopo essersi diplomato, ha lavorato come assistente di un regista presso lo studio cinematografico di Mosca "Centrnaučfil'm" (in russo  Центрнаучфильм?). Nel 1981 si è laureato presso l'Istituto di studi asiatici e africani dell'Università Statale di Mosca. Dopo la laurea, ha lavorato come redattore presso "Sovinterfest" (una divisione del Goskino, la commissione statale per la cinematografia, che organizza mostre e festival).

## Attività imprenditoriale
Alla fine degli anni '80 ha iniziato la sua attività imprenditoriale, fondando la cooperativa "Byte" e dedicandosi alla vendita di personal computer.
All'inizio degli anni '90, insieme a Leonid Lebedev e Mark Garber, ha fondato una cooperativa denominata "Sintez". Nel 1991-1992, Sintez ha avviato il commercio di petrolio e prodotti petroliferi.
Nel 1992 Sintez ha fondato una società chiamata "Negusneft" che ha acquisito una licenza per esplorare e sviluppare un piccolo campo petrolifero di Varyngskoe nel distretto autonomo di Khanty-Mansi. Inoltre, Sintez ha acquisito una quota del 10% in "Nizhnevartovskneftegaz" (il nucleo della futura società TNK), il 15% in "Rosneft-Sakhalinmorneftegaz" e il 15% nello Yaroslavl Oil Processing Plant. Nel 1997 il fatturato del gruppo ha raggiunto 1,5 miliardi di dollari.

### Dalla banca al porto di Odessa
Nel 1993 il gruppo ha iniziato a collaborare con l'Odesa Oil Processing Plant. Allo stesso tempo il gruppo stava effettuando investimenti per lo sviluppo del porto. Gli investimenti ammontano a 100 milioni di dollari. Alla fine degli anni novanta la capacità dell'impianto di presa, stoccaggio e trasbordo del petrolio ha raggiunto i 25 milioni di tonnellate all'anno.
Sintez ha trasbordato petrolio attraverso il terminal portuale di Odessa e ha organizzato il commercio di petrolio nel mercato internazionale attraverso i suoi commercianti situati nel Regno Unito, in Svizzera e in Finlandia.
Nel 1995 il gruppo ha acquisito una banca ucraina che in seguito è diventata Marine Transport Bank. Inizialmente le sue operazioni erano limitate all'elaborazione delle transazioni del gruppo, ma in seguito ha ampliato l'attività vendendo a enti pubblici e imprese nella regione di Odessa.
Alla fine degli anni '90, i soci in affari di Sintez decisero di dividere l'attività. L'attività di trasbordo e la banca in Ucraina sono passate a Zhukov, mentre le attività russe a Lebedev.
Nel 1998 Zhukov ha iniziato a collaborare con Lukoil. È stata costituita una joint venture "Luk-Sintez Oil" per fornire l'olio prodotto da Lukoil. Nel 1999 la società ha acquisito l'Odesa Oil Processing Plant. Nel 2000 Zhukov ha venduto la sua quota nella società a Lukoil.
All'inizio del 2000, Zhukov ha consolidato la sua attività di trasbordo in Ucraina con il marchio Transit. Successivamente, nel 2001-2002, l'attività è stata venduta. Nel 2004 è stata venduta anche la Marine Transport Bank.
Dopo la vendita dell'attività di trasbordo e della banca, Alexander Zhukov si è concentrato sugli investimenti in Russia. Il gruppo Interfinance è stato fondato con "Interfinance SA", con sede in Svizzera. Il gruppo ha investito in vari settori come le infrastrutture portuali, l'estrazione di petrolio, l'industria alimentare, i prestiti di portafoglio, l'edilizia, compresa la costruzione di strade, lo sviluppo, i beni fondiari, gli investimenti di portafoglio.

### Progetti chiave del gruppo Interfinance
Nel 2003-2007, Zhukov ha effettuato con successo, insieme a Ziyavudin Magomedov e Boris Davletyarov, ha condotto investimenti di portafoglio nelle azioni Gazprom, Sberbank e Transneft.
Nel 2004 Zhukov ha acquisito una considerevole quantità di azioni in una compagnia petrolifera e del gas del Regno Unito - JKX Oil & Gas plc - attraverso "Glengary Overseas Ltd". Nel 2007 ha ceduto una parte della sua partecipazione alle strutture di proprietà di Ihor Kolomoyskyi. All'epoca Zhukov e Kolomoisky erano i due principali azionisti di JKX. Nel 2009-2010 le azioni di JKX hanno perso un terzo di valore e nei due anni successivi la perdita ha raggiunto l'80%. Nel 2013 hanno tentato di cambiare la gestione della società, ma gli amministratori dell'epoca non lo consentirono, venne limitato il diritto di voto degli azionisti, i soci avviarono un procedimento giudiziario per tutelare i propri interessi. Alla fine del 2015 la Corte Suprema del Regno Unito ritenne che JKX, limitando i diritti degli azionisti, avesse agito con uno scopo improprio, vale a dire, al fine di influenzare l'esito del voto in assemblea generale (e non al fine di incoraggiare gli azionisti a fornire informazioni).
Nel 2005 il gruppo Interfinance ha acquisito l'attività di produzione e vendita di gelati Ice-Fili, successivamente riorganizzata nel gruppo di società Iceberry. Sempre nel 2005 Zhukov ha avviato l'attività di logistica dei trasporti in Russia, costruendo un terminal per il trasbordo di rinfuse (zolfo) nel porto di Ust-Luga, in Russia. 
Nel 2007 il gruppo Interfinance ha venduto a JKX il suo asset di gas russo, il giacimento di Koshekhablskoe ad Adygeya.
All'inizio del 2016, Glengary ha venduto le sue azioni in JKX e Zhukov ha cessato di esserne azionista.

### Arresto in Italia
Nel 2001 Zhukov è stato arrestato in Italia e ha trascorso diversi mesi agli arresti perché sospettato di essere coinvolto nel contrabbando di armi dall'Ucraina agli stati dell'ex Jugoslavia. Fatti salvi i documenti legali, Zhukov è stato accusato di "complicità morale". Un rapporto intitolato "Criminalità organizzata ucraina", compilato dalla polizia italiana nell'ottobre 1998, ottenuto dai giornalisti dell'"International Consortium of Investigative Journalists" con sede a Washington, fa riferimento a Zhukov come membro del gruppo criminale organizzato "Odesa Oil Mafia". Nel 2004 Zhukov è stato assolto dai reati di "complicità morale" nel commercio di armi, perché (come affermato nella decisione del tribunale) i reati per i quali era stato accusato non si sono verificati.
Secondo "Institutional Investor", Alexander Zhukov era un cliente di una società fiduciaria offshore con sede a Jersey La Hougue che si è impegnata nella minimizzazione delle tasse attraverso scappatoie legali e altre misure di elusione.

## Vita privata
Zhukov era sposato con la biologa molecolare ebrea russa Yelena Zhukova. Ha una figlia, Darya "Dasha" Zhukova, e due figli: Mikhail Zhukov e Boris Zhukov. Attraverso sua figlia Dasha, che era sposata con l'oligarca del petrolio Roman Abramovich, ha un nipote, Aaron Abramovich (nato nel 2009) e una nipote, Leah Abramovich (nata nel 2013). Nel marzo 2021 è nato il suo terzo nipote, Philip Stavros Niarchos, dopo il matrimonio di sua figlia con Stavros Niarchos II, nipote di un magnate delle spedizioni greco.